# Dorfkirche Vipperow

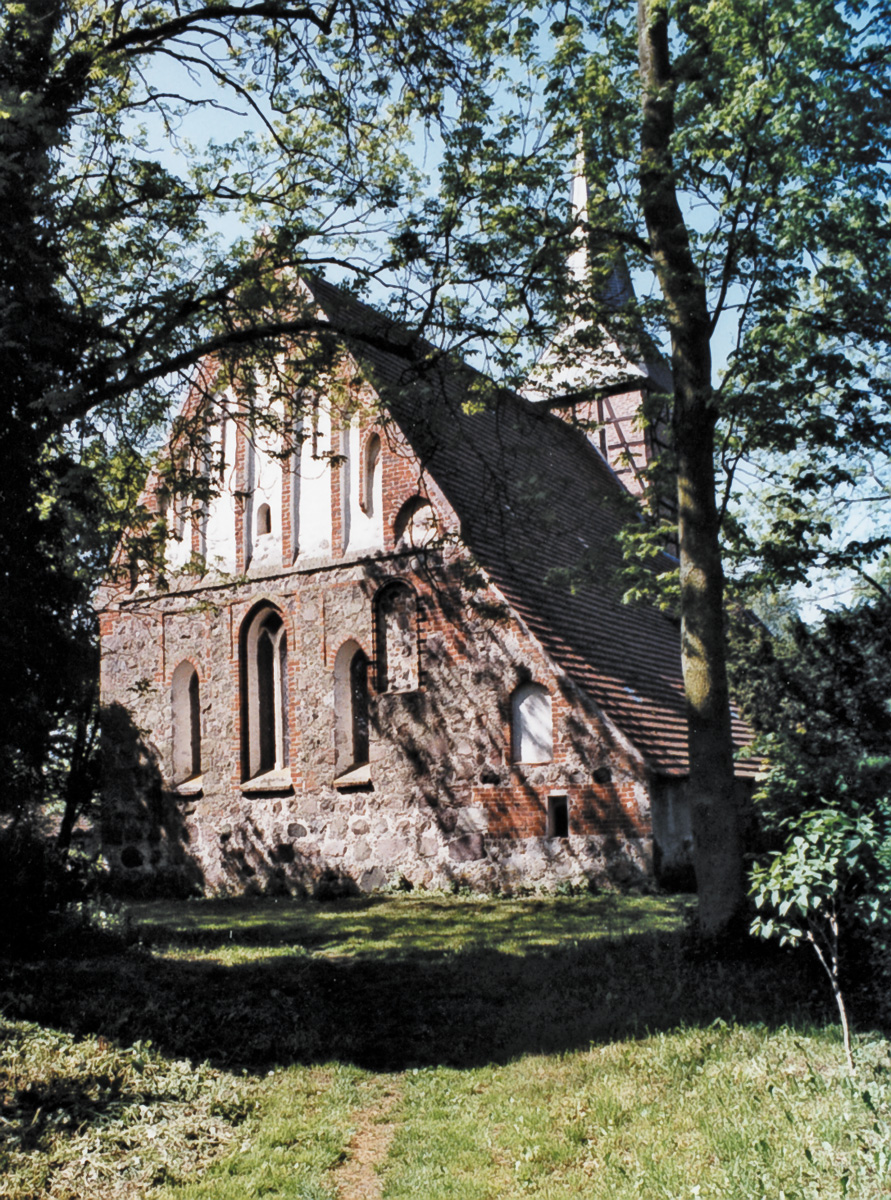
Dorfkirche Vipperow

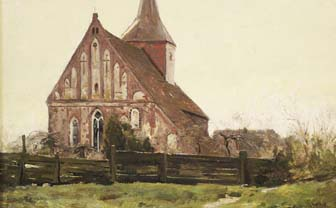
Dorfkirche Vipperow nach einem Gemälde von Walter Moras

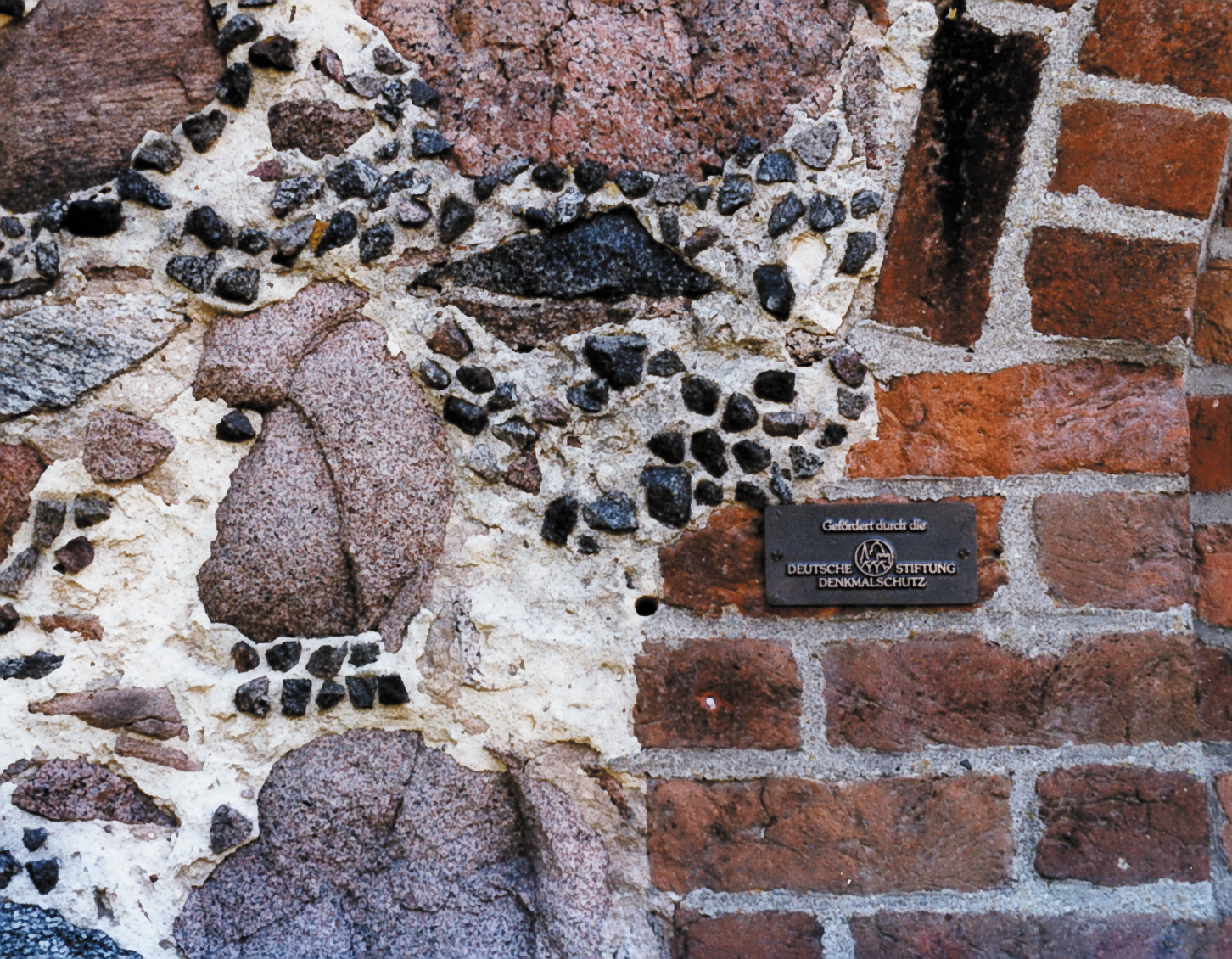
Detail des Mischmauerwerks

Die Dorfkirche ist ein denkmalgeschütztes Kirchengebäude in Vipperow, einem Ortsteil der Gemeinde Südmüritz im Landkreis Mecklenburgische Seenplatte (Mecklenburg-Vorpommern). Die Kirchengemeinde Vipperow gehört zur Propstei Neustrelitz, Kirchenkreis Mecklenburg der Evangelisch-Lutherischen Kirche in Norddeutschland.

## Geschichte und Architektur
Die evangelische Kirche ist eine frühgotische flach gedeckte Saalkirche, sie gehört zu den ältesten Kirchen der Region. An der Nordostecke ist ein kleiner Thorshammer sichtbar, der auf heidnische Kulte hinweist. Der Bau wurde Anfang des 14. Jahrhunderts aus Feldstein unter Verwendung von Backstein gemauert. An der Ostseite sind Blendgiebel sichtbar, ansonsten ist die Wand durch schmale, leicht spitzbogige Fenster gegliedert. Auch die Fenster in den übrigen Wänden sind spitzbogig. Bei einer Öffnung in der Ostwand, einem sogenannten Hagioskop, handelt es sich um eine baugeschichtliche Besonderheit in der Region. Die Spitzbogenportale an der Südseite wurden zugemauert, das Portal an der Nordseite befindet sich in einem abgetreppten Gewände. Es ist mit einem Wimperg, mit einer eingeschriebenen Rosette, bekrönt. Die Nordvorhalle und die sich anschließende Sakristei wurden Anfang des 15. Jahrhunderts angebaut. Der Dachturm an der Westseite wurde wohl am Anfang des 18. Jahrhunderts in Fachwerkbauweise errichtet.
Im Innenraum ist an der Nordwand ein Fragment einer Wandmalerei aus dem 15. Jahrhundert erhalten, die 1984 freigelegt wurde. Es werden Szenen aus dem Weltgericht dargestellt. Weitere Wandmalereien aus mehreren Jahrhunderten, die ebenfalls zurück bis in das Mittelalter reichen, wurden zwischen 2012 und 2014 restauriert. Für diese Restaurierungsarbeiten spendete die österreichische Jüdin Ilse Schidlof dem Vipperower Förderkreis „Kirche im Dorf“ e. V. einen Teil ihres Vermögens.
Die Orgel ist ein Werk von Friedrich Hermann Lütkemüller aus dem Jahr 1865.

## Ausstattung
- Der Schnitzaltar wurde um 1500 angefertigt.
- Die Mondsichelmadonna ist von Engeln und acht Heiligen umgeben, sie wurde im 20. Jahrhundert angeschafft.